# Bisse Thofelt
Sven "Bisse" Thofelt, född 10 december 1939 i Engelbrekts församling, Stockholm, död 19 april 2010 i Höganäs församling, Skåne län, var en svensk målare, skulptör och poet. 
Han var son till Sven Thofelt.

## Utbildning
Thofelt utbildade sig först till byggnadsingenjör men genomgick sedan Gerlesborgsskolans förberedande utbildning i Stockholm 1967-1968 och studerade vid Konsthögskolan i Stockholm 1968-1973 samt vid Accademia di Belle Arti i Rom 1974-75.

## Verk och representation
Thofelt arbetade med många olika uttrycksformer, framför allt måleri, skulptur och mobiler. Han har haft ett 70-tal separatutställningar, bland annat i Stockholm, Köpenhamn, Paris, Rom och Frankfurt. Han deltog också i ett stort antal samlingsutställningar, däribland i Tyskland och Frankrike.
Thofelt finns representerad hos Statens konstråd samt i flera landstings och kommunala samlingar och museer. Han har gjort offentliga utsmyckningar i bland annat Delsbo, Hudiksvall, Bergsjö och Njutånger. Jämsides med bildkonsten gav han ut flera diktsamlingar och deltog i ett flertal poesiframträdanden.
Under tiden i Hälsingland skapade han landskapets flagga. Thofelt var ledamot i bland annat Hälsinge Akademi, Skånska Författarsällskapet, Svenska konstnärernas förening och Författarcentrum Syd. Thofelt avled 2010 efter en tids sjukdom.